# Adolf van Maldeghem
Adolf van Maldeghem (1569 - 11 maart 1624) was burgemeester van de schepenen van Brugge.

## Levensloop
Adolf van Maldeghem was een zoon van Philippe van Maldeghem († 1611), heer van Leyschoot en Oessel, en van Martine van Boonem († 1607), vrouwe van Avelgem. Philippe was hofmeester van de keurvorst van Keulen en schepen van het Brugse Vrije. Adolf werd opgevoed aan het hof van de keurvorst van Keulen, Ernst van Beieren. 
Adolf van Maldeghem was heer van Leyschoot, Avelgem en Houtzeele en was raadslid bij de keurvorst van Keulen. Hij trouwde met Elisabeth de Gryse, die in het kraambed overleed. Ze kregen een zoon, Clément van Maldeghem (1594-1653), die trouwde met Jossine Rymbouts (†1654).
Adolf hertrouwde bijna onmiddellijk met Maria Casembroot (1574-1623), dochter van Nicolaas Casembroot en Anna Wynckelman. Het echtpaar had negen kinderen:
- Barbara (1595-1647).
- Maria (1602-1683) x Thomas Romeyns, Duits officier.
- Philippe (1604-1681) werd raadslid van Brugge (1615). Hij trouwde in 1626 Dona Maria Batiana de Barca y Davila. Toen ze het jaar daarop in het kraambed overleed, was hij ontroostbaar en trad in bij de orde van de kapucijnen.
- Helena (1606-1624).
- Adolphe (1608-1649), officier in de infanterie, x Jeanne Wauters.
- Anselme van Maldeghem (1610-1653) x 1643 Anne Marie de Vooght.
- Luc van Maldeghem (1612-1694).
- Catherine van Maldeghem (1614-1652).
- Josse van Maldeghem (1617-1666).

Van 1605 tot aan zijn dood was Van Maldeghem voogd van het Magdalenagasthuis.
In 1606 werd Adolf, die toen schepen was, verkozen (hoewel hij zelf geen lid was) tot hoofdman van de Sint-Sebastiaansgilde, een functie die hij tot aan zijn dood uitoefende.
In 1617 werd Adolf door aartshertog Albert tot ridder verheven.
Het echtpaar Van Maldeghem werd bijgezet in een grafkelder bij de paters predikheren.

## Stadsbestuur
In tegenstelling tot zijn voorouders en tot de meeste leden van de familie, bleef Adolf van Maldeghem geen vrijlaat, maar werd poorter van de stad Brugge. Dit liet hem toe een belangrijke rol te spelen in het Brugse stadsbestuur, waar hij van 1595 tot 1623 toe behoorde, in wisselende functies. Hij was in:
- 1595 tot 1599: schepen;
- 1599-1600: raadslid;
- 1600-1601: schepen;
- 1604 tot 1606: burgemeester van de raadsleden;
- 1606-1607: eerste schepen;
- 1607-1608: raadslid;
- 1608-1609: schepen;
- 1609-1610: raadslid;
- 1610-1611: burgemeester van de raadsleden;
- 1611 tot 1613: burgemeester van de schepenen;
- 1614-1615: eerste schepen;
- 1615-1616: burgemeester van de schepenen;
- 1616-1617: raadslid;
- 1617-1618: eerste schepen;
- 1618-1619: burgemeester van de schepenen;
- 1619-1620: eerste schepen;
- 1620 tot 1622: burgemeester van de raadsleden;
- 1622-1623: eerste schepen;
- 1623-1624 burgemeester van de raadsleden.